# Macornay
Macornay és un municipi francès situat al departament del Jura i a la regió de Borgonya - Franc Comtat. L'any 2007 tenia 1.008 habitants.

## Demografia

### Població
El 2007 la població de fet de Macornay era de 1.008 persones. Hi havia 406 famílies de les quals 96 eren unipersonals (60 homes vivint sols i 36 dones vivint soles), 141 parelles sense fills, 141 parelles amb fills i 28 famílies monoparentals amb fills.
La població ha evolucionat segons el següent gràfic:
Habitants censats

### Habitatges
El 2007 hi havia 449 habitatges, 409 eren l'habitatge principal de la família, 18 eren segones residències i 21 estaven desocupats. 402 eren cases i 47 eren apartaments. Dels 409 habitatges principals, 321 estaven ocupats pels seus propietaris, 76 estaven llogats i ocupats pels llogaters i 12 estaven cedits a títol gratuït; 3 tenien una cambra, 22 en tenien dues, 47 en tenien tres, 107 en tenien quatre i 230 en tenien cinc o més. 339 habitatges disposaven pel capbaix d'una plaça de pàrquing. A 162 habitatges hi havia un automòbil i a 220 n'hi havia dos o més.

### Piràmide de població
La piràmide de població per edats i sexe el 2009 era:
| Homes | Edats   | Dones |
| ----- | ------- | ----- |
| 0     | 95 o +  | 0     |
| 0     | 90 a 94 | 4     |
| 0     | 85 a 89 | 8     |
| 8     | 80 a 84 | 12    |
| 4     | 75 a 79 | 8     |
| 16    | 70 a 74 | 12    |
| 32    | 65 a 69 | 40    |
| 16    | 60 a 64 | 12    |
| 24    | 55 a 59 | 16    |
| 44    | 50 a 54 | 52    |
| 20    | 45 a 49 | 24    |
| 56    | 40 a 44 | 36    |
| 40    | 35 a 39 | 52    |
| 24    | 30 a 34 | 24    |
| 8     | 25 a 29 | 8     |
| 16    | 20 a 24 | 8     |
| 36    | 15 a 19 | 16    |
| 28    | 10 a 14 | 40    |
| 40    | 5 a 9   | 44    |
| 8     | 0 a 4   | 16    |

## Economia
El 2007 la població en edat de treballar era de 660 persones, 492 eren actives i 168 eren inactives. De les 492 persones actives 458 estaven ocupades (243 homes i 215 dones) i 33 estaven aturades (19 homes i 14 dones). De les 168 persones inactives 71 estaven jubilades, 54 estaven estudiant i 43 estaven classificades com a «altres inactius».

### Ingressos
El 2009 a Macornay hi havia 412 unitats fiscals que integraven 1.055,5 persones, la mediana anual d'ingressos fiscals per persona era de 20.207 €.

### Activitats econòmiques
Dels 42 establiments que hi havia el 2007, 2 eren d'empreses alimentàries, 2 d'empreses de fabricació d'altres productes industrials, 6 d'empreses de construcció, 10 d'empreses de comerç i reparació d'automòbils, 1 d'una empresa de transport, 1 d'una empresa d'hostatgeria i restauració, 3 d'empreses financeres, 7 d'empreses de serveis, 5 d'entitats de l'administració pública i 5 d'empreses classificades com a «altres activitats de serveis».
Dels 9 establiments de servei als particulars que hi havia el 2009, 1 era una oficina de correu, 1 funerària, 1 guixaire pintor, 2 empreses de construcció, 2 perruqueries, 1 restaurant i 1 saló de bellesa.
Dels 6 establiments comercials que hi havia el 2009, 2 eren fleques, 1 una fleca, 1 una botiga d'equipament de la llar, 1 una sabateria i 1 una botiga de material de revestiment de parets i terra.

## Equipaments sanitaris i escolars
L'únic equipament sanitari que hi havia el 2009 era una farmàcia.
El 2009 hi havia una escola elemental.

## Poblacions més properes
El següent diagrama mostra les poblacions més properes.